# Ashton Lambie
Ashton Lambie (Lincoln, 12 de diciembre de 1990) es un deportista estadounidense que compite en ciclismo en la modalidad de pista.
Ganó dos medallas en el Campeonato Mundial de Ciclismo en Pista, oro en 2021 y plata en 2020, ambas en la prueba de persecución individual.

## Medallero internacional
| Campeonato Mundial | Campeonato Mundial | Campeonato Mundial | Campeonato Mundial     |
| Año                | Lugar              | Medalla            | Competición            |
| ------------------ | ------------------ | ------------------ | ---------------------- |
| 2020               | Berlín (Alemania)  | Medalla de plata   | Persecución individual |
| 2021               | Roubaix (Francia)  | Medalla de oro     | Persecución individual |